# بیمارستان نوریه

سردر بیمارستان نوریه

سردر بیمارستان نوریه

بیمارستان نوریه، طبق نوشته روي كاشي در سال ١٣٣٨ قمري مطابق با سال ۱۲۹٩ شمسی، در انتهای خیابان زریسف کرمان، سه راه مديريت، بنا شده‌است. بيمارستان نوريه نخستین بیمارستان بومی و محلی این شهر و پس از بيمارستان مرسلين دومين بيمارستان كرمان به سبك طبابت جديد می‌باشد. اين بيمارستان با شماره ۳۶۳۶ در فهرست آثار ملی ایران قرار گرفته‌است. بانی و واقف این بنا نورالله خان ملقب به ظهیر الممالک نوه ابراهیم خان ظهیرالدوله‌است که مدتی از سال ۱۲۱۸ تا ۱۲۴۰ حاکم کرمان و منشأ خدمات و آبادانی زیادی بوده‌است.
محمدعلی معمار راوری سازنده سردر آن است.